# Ján Langoš
Ján Langoš (2. srpna 1946 Banská Bystrica – 15. června 2006 Drienovec) byl slovenský a československý politik, po sametové revoluci poslanec Sněmovny lidu Federálního shromáždění a Ministr vnitra ČSFR za Verejnosť proti násiliu, poslanec Národní rady SR za KDH, později za Demokratickou stranu (byl jejím dlouholetým předsedou), respektive SDK. Počátkem 21. století ředitel slovenského Ústavu pamäti národa.

## Biografie

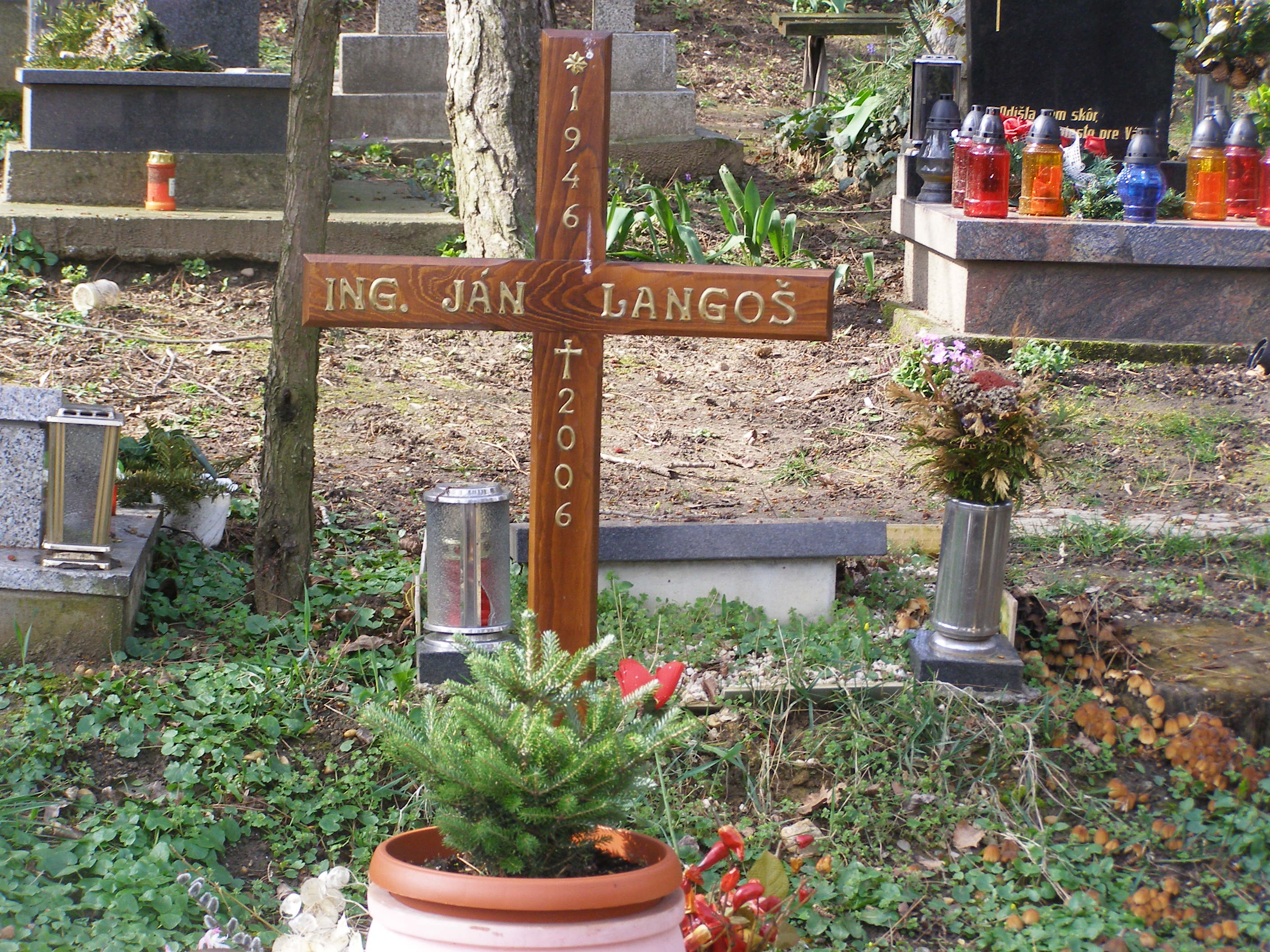
Hrob Jána Langoše na bratislavském hřbitově Slávičie údolie

V letech 1965-1970 absolvoval Elektrotechnickou fakultu Slovenské vysoké školy technické v Bratislavě. Po ukončení studia pracoval jako experimentální fyzik v Ústavu technické kybernetiky Slovenské akademie věd. Angažoval se v disentu, podílel se na tvorbě samizdatových časopisů Kontakt (1981-1983) a Altamira (1983-1985). V letech 1988-1989 spolu s Jánem Čarnogurským vydával samizdat Bratislavské listy, v roce 1987 spoluvydával list Fragment (později Fragment K). Státní bezpečnost ho sledovala (označen v kódu StB jako LUKEŠ). Profesně je k roku 1990 uváděn jako elektroinženýr SAV, bytem Bratislava.
V roce 1989 spoluzakládal hnutí Veřejnost proti násilí, byl členem jeho koordinačního výboru. V lednu 1990 nastoupil jako poslanec za hnutí Verejnosť proti násiliu v rámci procesu kooptací do Federálního shromáždění po sametové revoluci do Sněmovny lidu (volební obvod č. 137 - Nové Mesto, Bratislava). Stal se místopředsedou Sněmovny lidu. Mandát obhájil ve volbách roku 1990. V průběhu roku 1991 v souvislosti s rozpadem VPN přešel do poslaneckého klubu jedné z nástupnických formací, ODÚ-VPN.
V letech 1990–1992 působil jako Ministr vnitra ČSFR ve druhé vládě Mariána Čalfy.
Ve volbách roku 1994 se stal poslancem Národní rady SR (zvolený za KDH). Byl předním politikem Demokratické strany, jejímž předsedou byl v letech 1995-1998 a 1999-2001. Mandát obhájil ve volbách roku 1998, nyní jako člen nově utvořené střechové politické formace Slovenská demokratická koalícia, jejímž místopředsedou se stal. V slovenském parlamentu zasedal do konce funkčního období, tedy do voleb roku 2002. Od roku 1995 do 2000 zastával funkci předsedy Demokratické strany. Od května 2003 do června 2006 byl předsedou správní rady slovenského Ústavu pamäti národa.
15. června 2006 tragicky zahynul při autonehodě mezi obcemi Turňa nad Bodvou a Drienovec poté, co ve vysoké rychlosti narazil do multikáry plně naložené štěrkem.

## Ocenění
- V roce 2009 mu byla udělena Cena Václava Bendy (in memoriam).[10]
- V roce 2017 byl oceněn in memoriam prezidentem Slovenské republiky Andrejem Kiskou Řádem Ľudovíta Štúra I. třídy.[11]